# 警警和察察

“警警”和“察察”

警警和察察是深圳市公安局网监分局于2006年1月1日推出的卡通吉祥物。该形象出现在深圳本地的门户网站、论坛和QQ等网络区域，网民可以向其报警和寻求帮助，其也会告诫网民注意不当行为。

## 概述
“警警”和“察察”是两个卡通警察形象。男警名为“警警”，脚踏键盘，身材微胖；女警名为“察察”，脚蹬鼠标，容貌俏丽。北方网报道认为，“警警”“察察”形象可爱，既有公安民警的身份特征，又符合网络特点，易于网民接受。

## 报警方法
网民点击网页上的虚拟警察“警警”、“察察”图标，便可报警、求助、咨询，后台值班的网警会以“警警”、“察察”名义予以答复。
另外，深圳市公安机关与聊天工具QQ的服务商腾讯科技（深圳）有限公司合作，为深圳“虚拟警察”——“警警”和“察察”分别申请了两个QQ号码：66110和777110，为网民提供网上案件报警和法律咨询帮助。

## 活动
“警警”和“察察”除了接受网民报警之外，也会在网页上提醒网民注意自己的网络活动，如说出“拒绝低俗内容、弘扬和谐向上”等话语。

## 评价
有网民认为：“警警”和“察察”能时刻提醒自己要理性上网，并维护自己的网上权益。亦有家长认为，设立“虚拟警察”之后，不再担心网上的不良信息对孩子健康成长带来不良影响，对孩子上网感觉踏实多了。
有網民擔心當局以打擊網路犯罪為名﹐收緊網路言論自由空間。
德国之声认为，“警警”和“察察”的出现可视为中国把文化工业纳入控制机制的信号。

## 后续
该吉祥物推出后不久，中华人民共和国公安部提出，要在全国省会城市、副省级以上城市推广此类网络警察。2007年9月，“警警”和“察察”在长春市“上岗”。
2016年，广东网警在“警警、察察”基础上，升级推出IP网络警察“清清、朗朗”，有“实时过滤屏蔽违法有害信息”、“对违法行为严肃处理”、”保护网购财产安全“和“保护公民个人信息安全”四大新功能。